# گیوم لاکور
گیوم لاکور (انگلیسی: Guillaume Lacour؛ زادهٔ ۲ اوت ۱۹۸۰) بازیکن فوتبال اهل فرانسه است.
از باشگاه‌هایی که در آن بازی کرده‌است می‌توان به باشگاه فوتبال تروا، باشگاه فوتبال المپیک لیون، و باشگاه فوتبال استراسبورگ اشاره کرد.